# Daniel Ramée
Pour les articles homonymes, voir Ramée.
Daniel Ramée, né le 16 mai 1806 à Hambourg et mort le 12 septembre 1887 à Paris, est un architecte et historien de l'architecture français. Il est notamment l'auteur d'une Histoire générale de l'architecture en 3 volumes publiée par Amyot et Dunod (1860-1885).